# بروس غراي (رسام)
بروس غراي (بالإنجليزية: Bruce Gray)‏ هو رسام أمريكي، ولد في 1956 في أورانج ‏ في الولايات المتحدة.

## وصلات خارجية
- بروس غراي على موقع IMDb (الإنجليزية)